# 勝又
勝又：（かつまた）は、オスカープロモーション所属のお笑い芸人、及びかつてその兄弟と構成していたお笑いコンビ。
オスカープロお笑いライブ「笑品開発」にて数ヶ月勝ち抜き、2009年5月に事務所初のレギュラークラスへ上がりオスカーに所属。2016年コンビ名を勝又→勝又：に改名。2018年4月5日、所属事務所よりコンビ解散が発表された。なお、コンビの名前はメンバーのaniが引き継ぐ。2019年5月、オスカープロモーションお笑いセクションの廃部に伴い、現在はフリーで活動。

## メンバー
ani（あに、本名：勝又 伸悟（かつまた しんご）1978年12月15日 - ）
- 三重県四日市市出身。
- 日本大学芸術学部写真学科卒業。
- 血液型B型。未婚。
- コンビ時代は主にボケ担当だが特に決まっていなかった。
- 画面を見ずにゲーム『スーパーマリオブラザーズ』のワールド1-1をクリアする事が出来る[2]。
- ハガキ職人であり、主に電気グルーヴのオールナイトニッポン等に投稿していた。
- 以前は「マチコ」というコンビで浅井企画所属。
- 解散後は「勝又：」としてピン芸人で活動。役者としては「勝又伸悟」名義も使用する。
- 兄弟コンビ解散後はピン芸を行うことはあまりなく、お笑いコンビ・マリアとのコントユニット「幸子、ちょっと幸せ」、岡崎（岡崎慎司の実兄）との漫才コンビ「岡崎くんと勝又:」。横川結貴との音楽ユニット「の」で活動。

### 元メンバー
弟（おとうと、本名：勝又 誉文（かつまた たかふみ）1980年9月28日 - ）
- 主にボケ担当だが特に決まっていなかった。
- 三重県四日市市出身。
- 英国暁星国際大学中退。
- 血液型O型。未婚。
- 手を使わずにズボンを履く事が出来る[2]。
- 以前は「コンツ」というコンビでホリプロ所属。
- 解散後は芸人を引退。

## ネタ
- 主にコント。ボケツッコミの決まっていないシュールな展開が特徴。共に顔を近付けて演じるショートコントをすることもある。
- 漫才を行うことはあまりないが、『THE MANZAI2012』では認定漫才師に選ばれている。

## エピソード
- 父親は現役時代の千代の富士貢の主治医。脱臼癖を治すために「肩に筋肉の鎧をつけろ」と助言し克服させた。
- 幼少時は家に巨大なプールがあったり、全日本チャンピオンのセント・バーナードを2頭飼ったり、休みはハワイの別荘で過ごしたりとかなりの大金持ちだったが、バブル崩壊後は家が半分になったり、産まれた子犬を差し押さえられたりと両極端な人生を過ごす。トークではその時の経験を話すことも多い。ani曰く弟が暗くなったのはこの経験が原因だと思っている。
- 兄弟そろって大の中日ドラゴンズファンであり、年間数試合は兄弟そろって神宮に観戦に行く。コントに野球のネタが多いのはそのせいらしい。
- きゃりーぱみゅぱみゅ、若槻千夏が好きな芸人として公言している。
- HELLO!K2MT名義で芸人バンドを結成し、自主制作でCDを出している。aniはボーカル、弟はギターを担当。
- aniはテレビ東京のマスコットキャラクター・ナナナの名付け親である（公募制で、同案は他にも91人いた）。

## 出演

### テレビ
- スポワラ（CS）2009年・4月、5月
- オンバト+（NHK総合）戦績7勝7敗 最高461KB
  - 前番組の「爆笑オンエアバトル」でも勝又結成前に両者は出場しているもどちらもオンエアを果たすことができなかった（aniは「マチコ」時代に戦績0勝2敗 最高337KB、弟は「コンツ」時代に戦績0勝2敗 最高361KB）。
  - なお、当番組ではオンエア時に両者の名前が「勝又 兄」「勝又 弟」と表記されていた。
- 爆笑レッドシアター（フジテレビ）2009年7月29日　ホワイトシアターにて出演
- 爆笑レッドカーペット（フジテレビ）2009年9月5日　キャッチコピーは「左弟 右兄貴」→「左兄貴 右弟」
- NEWCOMER LIVESHOW シンガタ（日本テレビ）2010年10月9日
- 大進撃放送 BONZO (MX)
- 笑っていいとも!（フジテレビ）2010年11月16日「お笑いニートを救え!ギャグマーケット」
- 新春ゴールデンカーペット（フジテレビ）
- ピラメキーノ（テレビ東京）2011年6月2日『バカウケコドモ-1GP』優勝
- お願い!ランキングGOLD2時間SP特別編　今本当に面白い！芸人ネタランキング（テレビ朝日）2011年9月24日　第５位
- ぐるナイおめでとう!!芸人わんさか発掘スペシャル!!（日本テレビ）2012年1月1日（2011年12月31日深夜）0:30 - 2:30
- ダウンタウンのガキの使いやあらへんで!!（日本テレビ）2012年1月29日　ガキの使い大新年会　山崎プレゼンツ 山-1グランプリ
- 笑う経済白書 THE ピンキリ SHOW（毎日放送）
- アニソンぷらす（テレビ東京）
- おかっちラーメン（フジテレビ）
- THE MANZAI2012 認定漫才師50組大集結SP 〜日本一の漫才師は誰だ!?〜（フジテレビ）
- NHK高校講座 ベーシック英語（NHK)
- 日10☆演芸パレード（毎日放送・TBS）- 2013年3月17日
- ハマ3（フジテレビ）
- シューイチ（日本テレビ）
- 爆笑シャットアウト!（NHK総合）- 2014年4月5日
- うつけもん（フジテレビ）
- ペケ×ポン　上戸彩お勧め芸人（フジテレビ）
- さんまのSUPERからくりTV（TBS）
- お願い!モーニング（テレビ朝日）
- 学生才能発掘バラエティ 学生HEROES!（テレビ朝日）
- 目指せ!! アウトレット芸人（千葉テレビ）
- 輝け!3000円ギャラ芸人（BSスカパー）
- こそこそチャップリン（テレビ東京）
- アッコにおまかせ（TBS）
- アメトーーク!（テレビ朝日）
- しあわせ色の花火（BS-TBS）
- 平成28年NHK新人お笑い大賞（NHK総合）
- じわじわチャップリン（テレビ東京）
- エンタの神様（日本テレビ）
- 獣医さん、事件ですよ　第3話（2014年、読売テレビ)
- トクサツガガガ（2019年1月18日 - 3月1日、NHK総合）加賀谷渡役

### CM
- ロト6
- 松竹梅
- ソニーXperia
- キッコーマン本つゆ
- 東京ガス（ラジオCM）
- スチール缶リサイクル協会（ラジオCM）

### Vシネマ
- 麻雀群狼記 ゴロ
- 哭きの竜外伝
- ザ闇金融道

### インターネットラジオ
- きゃりーのウェイウェイNICOちゃんねる（ニコニコ動画）
- OLIVER'S WORLD（あっ!とおどろく放送局）毎月第1月曜日レギュラー（ani）
- ほしがりません勝又は（ニコジョッキー）
- 勝又：のレディオ・バカ（ソラトニワ原宿）

### ウェブテレビ
- カンニング竹山の土曜The NIGHT#63～行き場を失った芸人たち～（2019年5月19日[3]、AbemaTV）

### 雑誌
- 勝又の大野望（辰巳出版「パチンコ必勝本」）
- 一円兄弟（辰巳出版「パチンコ必勝本」）　勝又（一円兄弟名義）

### DVD
- K2MT-0001（ワイルドセブン 2009年12月16日）
- 二人セゾンType-A（Sony Records、2016年11月30日）aniのみ

メンバーの小池美波の個人PV「転校生探偵・真壁川ナツ」に出演